# أفضل الأمهات
أفضل الأمهات (بالفنلندية Äideistä parhain؛ بالسويدية Den bästa av mödrar) فيلم فنلندي / سويدي من إنتاج عام 2005 وإخرج كلاوس هارو. تلقى الفيلم استحسان الصحافة الفنلندية، رشحته فنلندا للفوز بجائزة الأوسكار لأفضل فيلم بلغة أجنبية. الفيلم مأخوذ عن رواية لهيكي هييتامييس.

## الميزانية والإيرادات
بلغت تكلفة إنتاج الفيلم حوالي 2900000 € يورو.

## وصلات خارجية
- أفضل الأمهات على موقع IMDb (الإنجليزية)
- أفضل الأمهات على موقع روتن توميتوز (الإنجليزية)
- أفضل الأمهات على موقع نتفليكس (الإنجليزية)
- أفضل الأمهات على موقع ألو سيني (الفرنسية)
- أفضل الأمهات على موقع Turner Classic Movies (الإنجليزية)
- أفضل الأمهات على موقع أول موفي (الإنجليزية)
- أفضل الأمهات على موقع فيلمافينيتي (الإسبانية)
- أفضل الأمهات على موقع قاعدة بيانات الأفلام السويدية (السويدية)
- أفضل الأمهات على موقع قاعدة بيانات الفيلم (الإنجليزية)
- أفضل الأمهات على موقع ليتربوكسد (الإنجليزية)